# El Cazador (Blancanieves)
El Cazador es un personaje en el cuento Blancanieves.

## Cuento de hadas
Cuando la Reina Malvada es informada por su Espejo Mágico de que Blancanieves será la más hermosa de todas, ordena a un Cazador que lleve a Blancanieves al bosque más profundo y la mate. Como prueba de su muerte, la Reina reclama que regrese con sus pulmones y su hígado. El Cazador lleva a Blancanieves al bosque. Después de levantar su cuchillo, es incapaz de matarla cuando ella le suplica: "¡Oh, querido cazador, no me mate! Dejeme vivir. Correré al bosque y nunca volveré!" El cazador la deja vivir convencido de que la chica sería devorada por algún animal salvaje. En cambio lleva a la Reina los pulmones y el hígado de un joven jabalí, el cual es preparado por el cocinero y comido por la Reina.

## Adaptaciones modernas

### Snow White and the Seven Dwarfs(1937)
El Cazador aparece en la película animada Snow White and the Seven Dwarfs con la voz de Stuart Buchanan en la versión original en inglés. En esta película, el nombre del Cazador es Humbert. La Reina, celosa, ordena a Humbert llevar a Blancanieves al bosque y matarla. Además reclama que el Cazador regrese con el corazón de Blancanieves en un cofre que ella le entrega con un corazón atravesado por una daga como prueba de la acción. Aun así, Humbert es incapaz de matarla llegado el momento. Él le suplica a Blancanieves que le perdone. Después de revelar que la Reina la quiere muerta, Humbert la insta a que huya al bosque y nunca vuelva. Cuándo la Reina Malvada descubre a través del Espejo Mágico que el corazón que le ha entregado el Cazador es de un cerdo, la Reina Malvada decide encargarse ella misma del asunto. Humbert no vuelve a aparecer en la película.
En el cómic The 7 Dwarfs and King Arbor's Crystal de 1986 que mostraba que la Reina Malvada había sobrevivido después de la caída que se mostró en la película, el Cazador se había vengado de ella prendiendo fuego a su castillo.

### Los Cuentos de los Hermanos Grimm(1987)
El Cazador aparece en el episodio "Blancanieves" del anime Los Cuentos de los Hermanos Grimm con la voz de Mike Reynolds. La Reina Malvada envía al Cazador a matar a Blancanieves pero el plan falla cuando Klaus, el amigo de la princesa, le entretiene y le da tiempo a Blancanieves a escapar. Mientras la persigue, el Cazador es atacado por un jabalí, que lo tira por un acantilado. 

### Muppet Snow White
En el cómic de cuatro partes de Muppet Snow White como parte de los cómics de The Muppet Show, el Cazador es interpretado por Sweetums. La Reina Malvada (interpretada por Miss Piggy) ordena al Cazador matar a Blancanieves (interpretada por Spamela Hamderson). El Cazador es incapaz de matar a Blancanieves, le dice que la Reina la quiere muerta, y le ordena huir tan lejos del reino como pueda.

### Once Upon a Time(2011)
El Cazador aparece en la primera temporada de Once Upon a Time interpretado por Jamie Dornan. El Cazador es un cazador solitario que convive con lobos. Considera a los lobos su verdadera familia, y se entristece mucho con la muerte de los animales. Es considerado por la Reina Malvada el perfecto asesino, y es contratado para matar a Blancanieves. Cuando la Reina Malvada descubre que el Cazador la ha traicionado y no ha matado a Blancanieves, le extirpa el corazón y le arrebata su voluntad convirtiéndole en su esclavo, manteniendo relaciones sexuales con él. Cuándo el príncipe Encantador va a ser ejecutado, el Cazador le ayuda a escapar. El Príncipe le insta a huir con él, pero rehúsa su oferta ya que considera que no puede dejar que el sacrificio de su corazón sea en vano.
En Storybrooke, es el Sheriff Graham Humbert, un guapo jefe de policía. Al principio, ayuda a la alcaldesa Regina Mills (la Reina Malvada) a impedir que Owen y Kurt Flynn dejen la ciudad. Cuándo Emma Swan llega, él es uno de los pocos residentes que van en contra de Regina, convirtiendo a Emma en su ayudante. Él y Emma se atraen mutuamente, aunque él  tiene una relación sexual secreta con Regina, la cual Emma más tarde descubre, sintiéndose traicionada y disgustada. Cuando comienza a experimentar flashbacks de su vida anterior,  busca el consejo de Henry Mills, quién le cuenta su historia. Después de que Graham es incapaz de localizar su corazón,  acaba su relación con Regina y empieza una relación nueva con Emma, recuperando su memoria perdida en el proceso. Por ello, Regina se ve forzada a aplastar su corazón, muriendo en los brazos de Emma, poco después de darle las gracias por ayudarle a recordar quién era realmente.

### Películas deEl cazador

#### Blancanieves y la leyenda del cazador(2012)
El Cazador es uno de los personajes principales de Blancanieves y la leyenda del Cazador interpretado por Chris Hemsworth. Eric es un cazador cuya mujer fue asesinada mientras él estaba luchando en una guerra. Después de que Blancanieves escapa al Bosque Oscuro, la Reina Ravenna y su hermano Finn contratan a Eric para que capture a Blancanieves, prometiéndole que devolvería a su mujer a la vida. El Cazador cumple su cometido, pero cuando Finn revela que Ravenna no tiene el poder para lograr lo que prometió, el Cazador lucha contra él y sus hombres y Blancanieves huye. Según avanza la película, Eric se convierte en aliado de Blancanieves en la lucha contra la Reina Ravenna. Su lealtad poco a poco se convierte en absoluta al ver en Blancanieves la misma pureza que le enamoró de su mujer. Además descubre que la Reina fue la culpable de la muerte de su esposa.

#### El cazador y la reina del hielo(2016)
El Cazador es el personaje principal de The Huntsman: Winter's War (que es una secuela de Blancanieves y la leyenda del Cazador). Chris Hemsworth regresa en su papel como Eric el Cazador. La película comienza con una escena de precuela que explora su crecimiento como Huntsman bajo el mando de Freya, la hermana de Ravenna. Él huye de su reino después de que su esposa Sara es asesinada debido a los intentos de Freya de hacer que sus cazadores rechacen el amor (nunca se aclara cómo la muerte de Sara, como se muestra aquí, puede reconciliarse con Finn afirmando que Ravenna fue la responsable). Siete años más tarde, después de los eventos de la película original, se pide a Eric que asegure la destrucción del espejo de Ravenna, pero en el proceso se enfrenta a Freya y se reúne con Sara, quien revela que su "muerte" fue escenificada por Freya. quien usó su magia para hacer que Eric viera la muerte de Sara mientras que Sara vio que Eric aparentemente la dejaba atrás. Eric es capaz de convencer a Sara del engaño,

### Ever After High
En la línea de muñecas Ever After High y medios de su franquicia, el personaje de Hunter Huntsman (voz de Grant George en la serie animada) es el hijo del Cazador.